# 紅米自拍手機S2
紅米S2是小米科技於2018年5月10日發表的智能手機。採用高通驍龍625處理器、5.99吋1440×720 HD+螢幕、3GB／4GB記憶體、32GB／64GB儲存空間、Android 8.1（MIUI 9）。

## 外部連結
- （简体中文）紅米S2中國大陸 （页面存档备份，存于）